# پیر ژرژ لوئی دوگ
پیر ژرژ لوئی دوگ (انگلیسی: Pierre Georges Louis d'Hugues; ۸ نوامبر ۱۸۷۳ – ۲۱ اوت ۱۹۶۱) شمشیرباز اهل فرانسه بود.